# August Wilhelm Nethe
August Wilhelm Nethe (* 6. März 1812 in Altenplathow; † 28. Mai 1901 in Magdeburg) war ein deutscher Politiker.

## Leben
Als Sohn eines Kaufmanns geboren, besuchte Nethe die Klosterschule Unser Lieben Frauen in Magdeburg und studierte ab 1830 Rechtswissenschaften in Halle. Während seines Studiums wurde er 1830 Mitglied der Alten Halleschen Burschenschaft. Von der Universität wurde ihm ein Verweis ausgesprochen, da er an einem Duell teilgenommen hatte. Ab Oktober 1832 kam er seiner einjährigen Dienstpflicht beim Militär nach, die er beim 32. Infanterieregiment in Halle und in der Landwehr leistete. 1834 bestand er seine Auskultatorprüfung und wurde Auskultator beim Land- und Stadtgericht und Inquisitoriat Magdeburg. Im gleichen Jahr wurde er wegen Mitgliedschaft in der Burschenschaft verhaftet und zum Arrest in die Berliner Hausvogtei gebracht. Von dort kam er 1835 in Festungshaft auf die Festung Glatz und 1836 nach Fort Winiary, Festung Posen. 1836 wurde er zum Tod durch das Beil verurteilt, was vier Monate später durch königliche Order in 30 Jahre Festungshaft umgewandelt und 1838 auf zehn Jahre verkürzt wurde. 1840 wurde er aufgrund einer generellen Amnestie Friedrich Wilhelms IV. entlassen. Er beendete sein Referendariat 1841 und legte seine dritte juristische Prüfung 1843 in Berlin ab.
1843 wurde er Assessor beim Oberlandesgericht Magdeburg sowie Hilfsreferent beim Revisionskollegium für die Provinz Sachsen. 1844 war er vorübergehend als Polizeirat in der Magdeburger Polizeidirektion eingesetzt. Im gleichen Jahr wurde er zum Bürgermeister von Burg gewählt und schied 1845 aus dem Justizdienst aus.
In der Revolution 1848/49 wurde er im Wahlkreis Jerichow I zum Mitglied der Preußischen Nationalversammlung gewählt, wo er sich der Zentrumsfraktion anschloss. 1857 und 1868 wurde er als Bürgermeister von Burg wiedergewählt. 1868 wurde er Oberbürgermeister und erhielt das Recht, die goldene Amtskette zu tragen. 1881 ging er in den Ruhestand. Von 1876 bis 1881 gehörte er dem Provinziallandtag der Provinz Sachsen an.
Sein Sohn war Paul Nethe.
August Wilhelm Nethe wurde auf dem alten Friedhof in Burg begraben.

## Ehrungen
- 1876: Roter Adlerorden 3. Klasse mit Schleife
- 1881: Kronenorden 3. Klasse
- 1881: Ehrenbürger von Burg
- 1905: Die Wilhelm-Nethe-Straße in Burg wurde nach ihm benannt.